# Lipnik (Opatów)
Pour les articles homonymes, voir Lipnik.
Lipnik est une localité polonaise, siège de la gmina de Lipnik, située dans le powiat d'Opatów en voïvodie de Sainte-Croix.